# Катарски универзитет
Катарски универзитет (арап. جامعة قطر) је државни универзитет који се налази на северној периферији Дохе. Једини је државни универзитет у Катару. Настава се одржава на арапском и енглеском језику.
Служи у име владе и приватне индустрије за спровођење регионалних истраживања, посебно у областима животне средине и енергетских технологија. Има студентско тело од педесет и две националности, од којих су 65% држављани Катара. Око 35% су деца исељеника. Жене чине око 70% студената и имају сопствени сет објеката и учионица.